# امبر گیلر
امبر گیلر (انگلیسی: Amber Gaylor؛ زادهٔ ۲۲ فوریهٔ ۱۹۹۵) بازیکن فوتبال اهل انگلستان است که در پست هافبک برای بیلی‌ریکل در لیگ ملی زنان جنوب شرقی بازی می‌کند. 